# Camp Verde
Camp Verde – miasto w Stanach Zjednoczonych, w stanie Arizona, w hrabstwie Yavapai.